# Жоване Кабрал
Жоване Кабрал (порт. Jovane Cabral, нар. 14 червня 1998, Ассомада) — кабовердійський футболіст, нападник португальського клубу «Ештрела» (Амадора) та національної збірної Кабо-Верде.

## Клубна кар'єра
Народився 14 червня 1998 року в місті Ассомада. Розпочав займатись футболом на батьківщині в клубі «Греміу Нхагар», з якого 2014 року потрапив в академію португальського «Спортінга».
З серпня 2016 року став виступати за резервну команду «Спортінга», в якій провів два сезони, взявши участь у 34 матчах чемпіонату. 12 жовтня 2017 року дебютував у першій команді, замінивши Маттеуса Олівейру у другій половині матчу на Кубок Португалії проти «Олейруша». 12 серпня 2018 року дебютував за «Спортінг» в матчі Прімейра-ліги. Поступово ігровий час Кабрала зростав, утім основним виконавцем лісабонців він став, маючи статус здебільшого гравця ротації.
Протягом першої половини 2022 року віддавався в оренду до римського «Лаціо», а в серпні 2023 року знову попрямував на правах оренди до Італії, цього разу до «Салернітани».

## Виступи за збірну
28 березня 2017 року дебютував в офіційних іграх у складі національної збірної Кабо-Верде в товариському матчі проти Люксембурга (2:0).
| Дата      | Місто                  | Господарі    | Результат               | Гості      | Турнір                                        | Голи | Примітки |
| --------- | ---------------------- | ------------ | ----------------------- | ---------- | --------------------------------------------- | ---- | -------- |
| 28-3-2017 | Есперанж               | Люксембург   | 0 – 2                   | Кабо-Верде | товариський матч                              | -    | 85'      |
| 23-3-2022 | Орлеан                 | Гваделупа    | 0 – 2                   | Кабо-Верде | товариський матч                              | 1    | 62'      |
| 25-3-2022 | Сан-Педро-дель-Пінатар | Ліхтенштейн  | 0 – 6                   | Кабо-Верде | товариський матч                              | -    | 56'      |
| 3-6-2022  | Марракеш               | Буркіна-Фасо | 2 – 0                   | Кабо-Верде | Відбір до Кубка африканських націй 2023       | -    | 65'      |
| 7-6-2022  | Марракеш               | Кабо-Верде   | 2 – 0                   | Того       | Відбір до Кубка африканських націй 2023       | -    | 63'      |
| 24-3-2023 | Прая                   | Кабо-Верде   | 0 – 0                   | Есватіні   | Відбір до Кубка африканських націй 2023       | -    | 46'      |
| 14-1-2024 | Абіджан                | Гана         | 1 – 2                   | Кабо-Верде | Кубок африканських націй 2023 - груповий етап | -    | 84'      |
| 19-1-2024 | Абіджан                | Кабо-Верде   | 3 – 0                   | Мозамбік   | Кубок африканських націй 2023 - груповий етап | -    | 61' 75'  |
| 29-1-2024 | Абіджан                | Кабо-Верде   | 1 – 0                   | Мавританія | Кубок африканських націй 2023 - 1/8 фіналу    | -    | 85'      |
| 3-2-2024  | Ямусукро               | Кабо-Верде   | 0 – 0 д.ч. (1 – 2 п.п.) | ПАР        | Кубок африканських націй 2023 - чвертьфінал   | -    | 87'      |
| Усього    |                        | Матчів       | 10                      |            | Голів                                         | 1    |          |

## Досягнення
- Володар Кубка португальської ліги (3):

«Спортінг»: 2018-19, 2020-21, 2021-22
- Володар Кубок Португалії (1):

«Спортінг»: 2018-19
- Чемпіон Португалії (1):

«Спортінг»: 2020-21
- Володар Суперкубка Португалії (1):

«Спортінг»: 2021